# Sherrod Brown

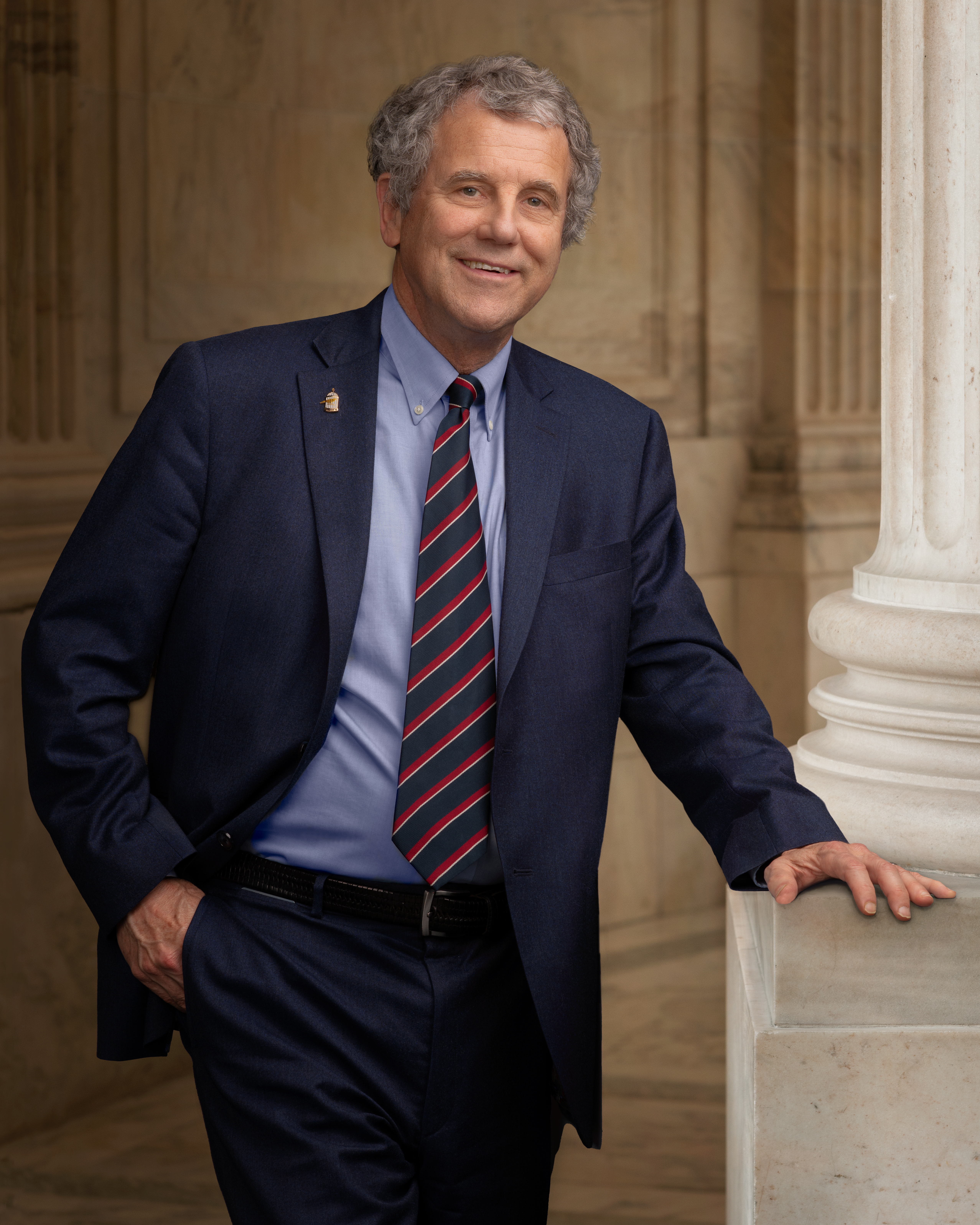
Brown em 2021.

Sherrod Campbell Brown (Mansfield, Ohio, nascido em 9 de novembro de 1952) é um político americano que serviu de 2007 a 2025 como senador dos Estados Unidos por Ohio. Membro do Partido Democrata, ele foi o representante dos Estados Unidos no Congresso pelo 13º distrito congressional de Ohio de 1993 a 2007 e o 47º secretário de estado de Ohio de 1983 a 1991. Ele começou sua carreira política em 1975 como deputado estadual. Brown é amplamente considerado dentro do Partido Democrata como uma figura liberal, progressista e populista.

## Carreira política
- Em 1975 a 1982, foi membro da câmara dos representantes de Ohio pelo 61º distrito.
- Em 1983 a 1991, foi secretário de estados de Ohio.
- Em 1993 a 2007, foi membro da câmara dos representantes dos Estados Unidos pelo 13º distrito do Ohio.
- Em 2007 assume o cargo de senador dos Estados Unidos, terá um mandato até 2019.